# Solasteractis
Solasteractis is een geslacht van neteldieren uit de klasse van de Anthozoa (bloemdieren).

## Soort
- Solasteractis macropoda Van Beneden, 1897